# Szabó László (labdarúgó, 1934)
Szabó László (Gödöllő, 1934. szeptember 11. – Budapest, 2013. március 13.) válogatott labdarúgó, fedezet. Testvére Szabó Ágnes Európa-bajnoki ezüstérmes kosárlabdázó, sógora Parti János olimpiai bajnok kenus.

## Pályafutása
1953 és 1956 között a Bp. Kinizsi játékosa volt, ahol két bajnoki bronzérmet szerzett a csapattal. A Fradiban 94 mérkőzésen szerepelt (68 bajnoki, 20 nemzetközi, 6 hazai díjmérkőzés) és két gólt szerzett (1 bajnoki, 1 egyéb).
1956. február 29-én Libanon ellen egy alkalommal szerepelt a válogatottban. Ezt a mérkőzést a Magyar Labdarúgó-szövetség 2003-ban tette hivatalos mérkőzéssé.
A szakemberek Bozsik József utódját látták benne, de 1956. március 25-én a francia utánpótlás elleni mérkőzésen az ellenfél egyik játékosa szándékosan súlyos sérülést okozott neki. Felépülése után megpróbálkozott a visszatéréssel. A Kinizsi tartalék csapatában szerepelt, de a lába nem bírta már a terhelést.
Utolsó mérkőzése a Fradiban 1956. december 31-én volt Szarajevóban, az FK Szarajevó elleni 2–1-es vereséggel zárult találkozón. Sérülés miatti hosszabb kihagyást követően 1957 szeptemberében tudott újra edzeni.
Ezt követően még Zalaegerszegen szerepelt.
2013. március 13-án Budapesten hunyt el.

## Sikerei, díjai
- Ifjúsági UEFA-torna
  - győztes: 1953
- Magyar bajnokság
  - 3.: 1954, 1955

## Statisztika

### Mérkőzése a válogatottban
| Magyarország | Magyarország      | Magyarország | Magyarország | Magyarország | Magyarország | Magyarország | Magyarország | Magyarország |
| #            | Dátum             | Helyszín     | Hazai        | Eredmény     | Vendég       | Kiírás       | Gólok        | Esemény      |
| ------------ | ----------------- | ------------ | ------------ | ------------ | ------------ | ------------ | ------------ | ------------ |
| 1.           | 1956. február 29. | Bejrút       | Libanon      | 1 – 4        | Magyarország | barátságos   | -            | 60'          |
|              | Összesen          |              |              | 1            | mérkőzés     |              | 0            | gól          |